# Relishow
Relishow is de debuutroman uit 2011 van Arie Boomsma, een Nederlandse tv-persoonlijkheid, sportschooleigenaar en fotomodel.
Het boek vertelt het verhaal van Barnabas Holee, de eerste evangelist in Nederland met een artiestennaam. Hij trekt volle (kerk)zalen en deelt 'de liefde van Jezus' graag met vrouwen, voornamelijk in fysieke zin.